# Tronador (vulkan)
Tronador (v španščini Cerro Tronador) je ugasel stratovulkan v južnih Andih, ki leži na meji med Argentino in Čilom, v bližini argentinskega mesta Bariloče. Gora so poimenovali Tronador ('gromoglasje') domačini glede na zvok padajočih serakov. Tronador z nadmorsko višino 3470 m stoji več kot 1000 m nad bližnjimi gorami v Andskem masivu, zaradi česar je priljubljena planinarska točka. Je v osrčju dveh nacionalnih parkov Nahuel Huapi v Argentini in Vicente Pérez Rosales v Čilu, na njem je skupaj osem ledenikov, ki se trenutno umikajo zaradi segrevanja zgornje troposfere. 

## Geografija in geologija
Tronador je v mokrih Andih, območju visokih padavin tako snega kot dežja. Vlažno zmerno podnebje južnih Andov omogoča nastanek več ledenikov zaradi visokih stopenj akumulacije. Večino padavin proizvajajo zahodni frontalni sistemi iz Pacifika. Leži sredi Andskega masiva na širini 41 ° S in je del alpske pokrajine fjordov, ledeniških jezer in dolin v obliki črke »U«. Oblikovanje pokrajine je potekalo med kvartarno poledenitvijo, obdobjwm, ko je celotno območje pokrival Patagonski ledeni pokrov. Vulkan je rasel med ledenimi dobami in vmesni obdobji pleistocena, vendar je v poznem srednjem pleistocenu 300 milijonov let pred sedanjostjo praktično ugasel zaradi premika aktivne fronte južnega vulkanskega območja, v katerega spada . Od takrat so poledenitve in drugi erozijski procesi svobodno oblikovali goro brez novih izbruhov lave ali téfre (piroklastičen sediment. Kot pri bližnjem vulkanu Lanín je Tronador zgrajen predvsem iz bazaltov in je opazen upad aktivnosti, saj vulkana Osorno in Calbuco rasteta bolj zahodno

### Ledeniki
Tronador je opazen po mnogih ledenikih, ki pokrivajo dele njegovih pobočij. Evidentirali so do osem ledenikov: Alerce, Ventisquero Negro, Casa Pangue, Castaño Overa, Río Blanco, Frías, Peulla in Manso. V zadnjih desetletjih se ledeniki na Tronadoru, kot tudi večina južnih ledenikov, umika. Ledenik Casa Pangue na severozahodni strani se je med letoma 1961 in 1998 zelo skrčil, pri čemer se je med letoma 1981 in 1998 za 52 m a−1 povečala stopnja umika. Umik in redčenje pripisujemo zmanjšanju padavin in segrevanju zgornje troposfere v zadnjih desetletjih.
Ledenik Alerce, na argentinski strani, je dostopen preko planinske koče Otta Meilinga, ki jo stoji med njim in ledenikom Castaño Overo. Castaño Overa, tudi na argentinski strani, je manjši in relativno dostopen iz Pampa Linda. Vodeni trekingi omogočajo obiskovalcem prečkanje Castaño Overa ali dostop do vrha Tronadorja.
Ventisquero Negro ("črni sneg" v španščini) je precej nenavaden ledenik na Tronadorju v narodnem parku Nahuel Huapi. Neobičajno temno rjave barve ledenika prihajajo iz umazanije in sedimentov, zbranih v akumulacijski coni ledenika, ki ga polni ledenik Río Manso nekaj sto metrov višje na gori. Rjavi ledeni grebeni, ki se izločajo iz ledenika, nato plavajo v majhnem jezeru, dokler se ne raztopijo.

### Vrhovi
Po Aonekerjevem zemljevidu so imena vrhov na Tronadorju: Anon ali Internacional (3484 m), Argentino (3187 m), Chileno (3262 m), Torre Ilse (2585 m). Grebeni so: Filo Sur (3054 m), Filo Blanco (3146 m), Filo La Vieja (2715 m), Filo Lamotte (2340 m).

## Pohodništvo in turizem
Na Tronador se je prvič povzpel Hermann Claussen solo 29. januarja 1934 po več poskusih. Planinska koča Otta Meilinga je priljubljena pri dnevnih pohodnikih, poimenovana po planincu, ki je naredil na desetine vzponov in preživel leta, ko je vodil pohodnike. Koča stoji približno 1200 m navpično nad Pampo Linda, ob vznožju gore.
Večina obiskov velja najvišjemu od treh vrhov, International ali Anon. Vendar pa je bila posledica nenavadno vročega poletja v januarju in februarju 2008, da je naraslo tveganje padajočega kamenja. Argentinska stran, zaradi vedno bolj toplega vremena v regiji, ki destabilizira ledenike, zato ni več dostopna.

## Galerija
- Pogled iz Pampa Linde.
- Ledenik Alerce.